# Warlock's Tower
Warlock's Tower est un jeu vidéo de type rogue-like et puzzle développé par Midipixel et édité par Whippering, sur Windows, Mac et iOS.

## Système de jeu
Dans un univers graphique faisant penser aux jeux de la Game Boy, le joueur incarne un facteur opérant dans la tour d'un méchant sorcier. Il doit atteindre la porte de chaque étage en faisant attention à ses points de vie, qui diminue d'un point par déplacement sur une case adjacente. L'entreprise est compliquée par des pièges, monstres, etc.

## Accueil
- Canard PC : 7/10[2]
- Pocket Gamer : 8/10[3]